# WWWF美國冠軍
WWWF美國冠軍（英語：WWWF United States Championship），是隸屬於世界摔角娛樂最早的前身，也就是當時的世界廣泛摔角聯盟（WWWF）的一冠軍項目，WWWF美國冠軍於1963年成立，於1977年退役。